# Taufbecken (La Neuville-en-Hez)

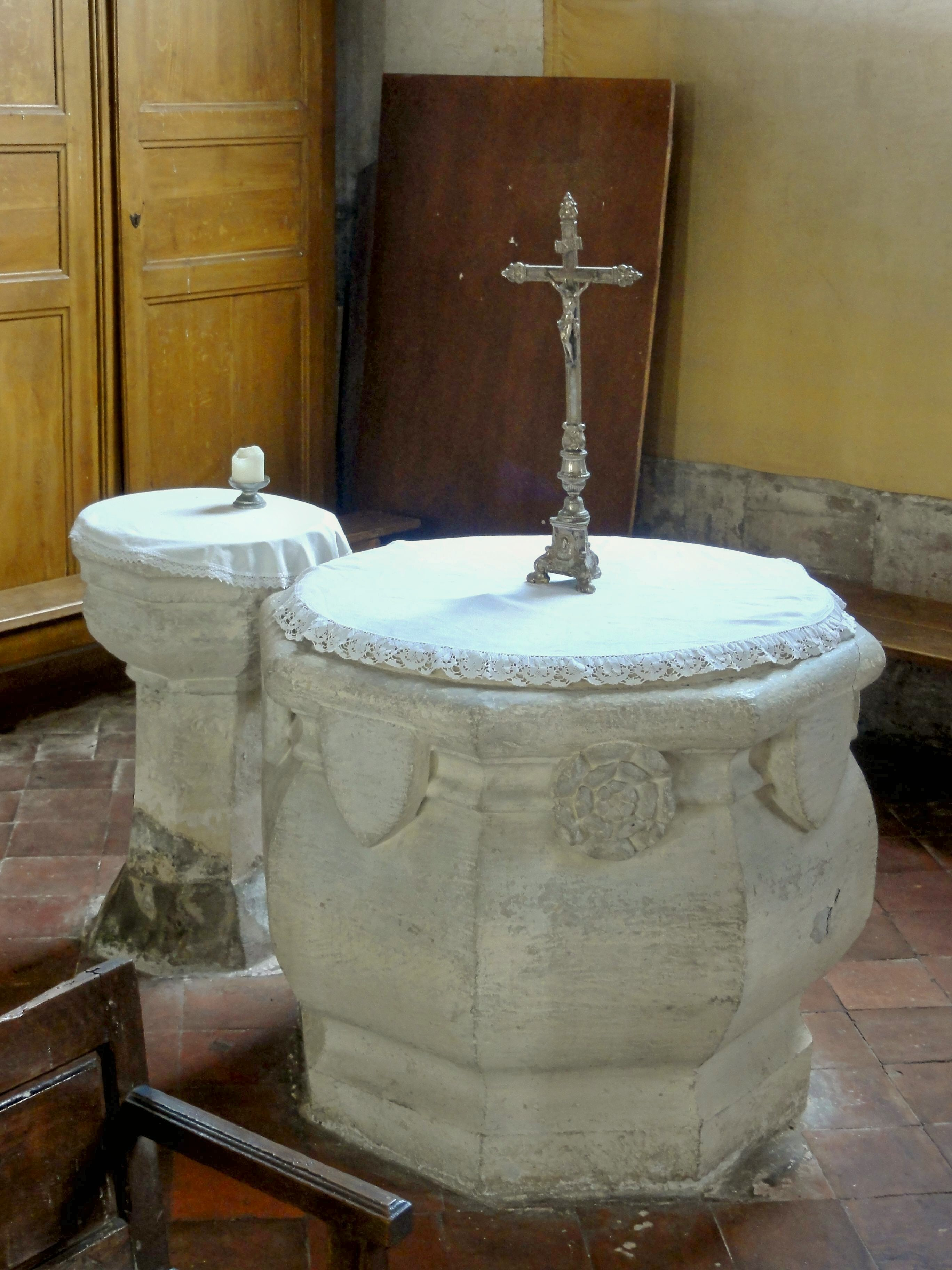
Taufbecken und Piscina in La Neuville-en-Hez

Das Taufbecken in der katholischen Pfarrkirche Notre-Dame de la Nativité in La Neuville-en-Hez, einer französischen Gemeinde im Département Oise in der Region Hauts-de-France, wurde im ersten Viertel des 16. Jahrhunderts geschaffen. Im Jahr 1925 wurde das Taufbecken im Stil der Renaissance als Monument historique in die Liste der geschützten Objekte (Base Palissy) in Frankreich aufgenommen.
Das 91 cm hohe Taufbecken aus Kalkstein steht auf einer achteckigen Basis. Das ebenfalls achteckige Becken ist am oberen Rand mit einem Wulst versehen und an den Außenflächen godroniert. Unter dem Rand waren Wappen angebracht, die vermutlich während der Revolution entfernt wurden. 
Das Ensemble besteht aus dem Taufbecken, einer Piscina aus Kalkstein und einem Weihwasserbehälter aus Zinn (siehe Foto der Base Palissy).